# Jens Eloas Lachenmayr
Jens Eloas Lachenmayr (* 23. Oktober 1972 in Augsburg), auch bekannt als Eloas Mín Barden, ist ein deutscher Liedermacher und Komponist.

## Biografie
Lachenmayr komponierte schon im Jugendalter eigene Lieder und veröffentlichte bis zum 20. Bühnenjubiläum im Jahr 2019 über 150 eigene Lieder. Er arbeitete mit den Produzenten Moritz Freise, Jörg Holik, Chris Muijzert, Monica Meggendorfer, Frowin von Boyen und David Plüss zusammen und spielte in unterschiedlichen Bandformationen. Sein bekanntestes Projekt ist die Band Die Neuen Barden, die er zusammen mit dem Gitarristen Frank Waldvogel im Jahr 2001 gründete. Er spielte mit den Musikern Tim Goulding, Jörg Holik, Helmut Kandert, Rainer Schwander, Edmund Darman und Simone Freimüller. Zusammen mit seiner Band gewannen sie mehrfach den Deutschen Rock & Pop Preis in der Sparte Singer-Songwriter.
Lachenmayr steht der rechtsextremen und esoterischen Anastasia-Bewegung sowie der Querdenker-Bewegung nahe.

## Diskografie
- 1989: Wo Du auch gehst
- 1998: Herbst
- 1999: Die Reiher
- 2000: Immer wieder lebendig
- 2001: Lachenmayr & Waldvogel: Die Neuen Barden (Lachenmayr & Freise: It was a dream)
- 2003: Lachenmayr, Waldvogel, Cremer: In`s Leben hinein
- 2004: Lachenmayr & Muijzert: Himmel & Erde
- 2005: DVD-Porträt von Peter Wolf: Irisches Tagebuch eines Liedermachers
- 2006: Die Neuen Barden live im Bf Fischbach
- 2007: Lachenmayr & Freise: Söhne & Töchter der Erde
- 2007: Die Neuen Barden live in der Kongresshalle Augsburg (DVD)
- 2008: Lachenmayr, von Boyen, Freise: Forgotten Sound
- 2009: Die Neuen Barden live im Überlinger Stadtgarten DVD
- 2010: Die Neuen Barden live: Benefizkonzert für Tibet DVD
- 2010: Lachenmayr & Holik: Ich-Botschaften
- 2012: Kompilation: Heilzeit
- 2013: Pilgerreise Immergrün
- 2014: Kompilation: Friedvolle Krieger
- 2016: Lachenmayr & Freise: Die blaue Blume
- 2017: Kompilation: Liebeslied & Minnesang
- 2018: DVD-Porträt von Theresa Setzer: Leben wagen im Wagen leben
- 2019: Eloas Min Barden & Band LIVE im Parktheater Augsburg-Göggingen (DVD)
- 2020: Lachenmayr & Holik: Nicht von dieser Welt